# 春秋一刀流
『春秋一刀流』（しゅんじゅういっとうりゅう）は、1939年（昭和14年）6月1日公開の日本映画である。日活京都製作。監督・脚本・原作は丸根賛太郎、主演は片岡千恵蔵。モノクロ、スタンダード、74分。初回興行は富士館。
丸根賛太郎の監督第一回作品。丸根の脚本を気に入った片岡千恵蔵の後押しで実現したもので、時代劇に新風を巻き起こし、前年亡くなった山中貞雄の再来と騒がれた。

## あらすじ
千葉道場を破門となった平手造酒。知り合った只木巌流、多聞重兵衛ともども笹川の繁蔵の用心棒に雇われ、「天保水滸伝」として知られる博徒同士の抗争に巻き込まれる。

## スタッフ
- 監督：丸根賛太郎
- 原作：丸根賛太郎
- 脚本：丸根賛太郎
- 撮影：谷本精史
- 美術：鈴木孝俊
- 録音：佐々木稔郎
- 音楽：高橋半
- 助監督：安田公義

## キャスト
- 片岡千恵蔵 - 平手造酒
- 沢村国太郎 - 笹川の繁蔵
- 河部五郎 - 勢力富五郎
- 市川小文治 - 飯岡助五郎
- 原健作 - 只木巌流
- 香川良介 - 医者仁庵
- 田村邦男 - 須賀山の多駄平
- 志村喬 - 多聞重兵衛
- 仁礼功太郎 - 清滝の佐吉
- 浅野象二郎 - 村瀬勝左衛門
- 轟夕起子 - 繁蔵妹お勢以
- 衣笠淳子 - 繁蔵女房お雪
- 香住佐代子 - 多駄平女房お菊
- 比良多恵子 - 身投げ娘おみね
- 常盤操子 - 助五郎女房お勝
- 小松みどり - お寺掃除婆さん